# Трековый велоспорт

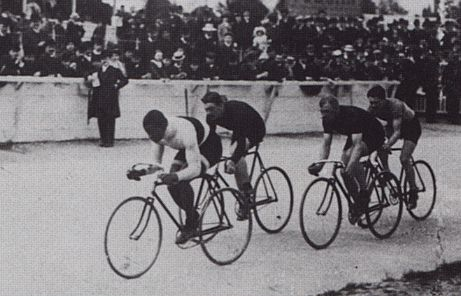
Открытый трек в Париже в 1908 году с участием Мейджора Тейлора, первого афроамериканского велосипедиста, который станет чемпионом мира в 1899 году.

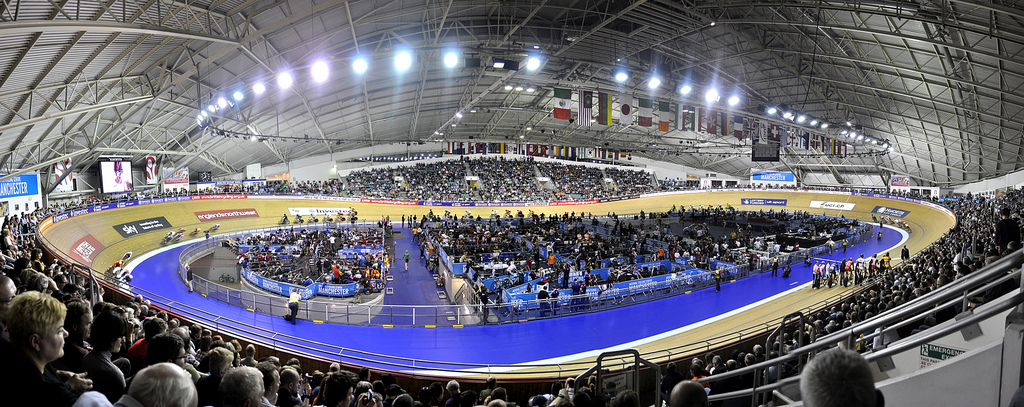
Манчестерский велодром с полотном трека из сибирского кедра, трижды принимал чемпионаты мира UCI и был домом для британского велоспорта.

Трековые велогонки — вид велоспорта, проходящий на велотреках или велодромах. Гонки на треке входили в программу всех Олимпийских игр, за исключением Игр 1912 года.

## История
Трековый велоспорт известен по крайней мере с 1870 года. Когда велоспорт был в зачаточном состоянии, были построены деревянные крытые трассы, которые напоминали современные велодромы, состоящие из двух прямых и слегка наклонённых поворотов.
Одной из привлекательных сторон крытых трековых гонок было то, что зрителей можно было легко контролировать, и следовательно, взимать плату за вход, делая велотрековые гонки коммерческим видом спорта. Ранние трековые гонки привлекали толпы до 2000 человек. Крытые треки на первых порах позволяли заниматься велоспортом круглый год. Основными ранними центрами трековых гонок в Британии были Бирмингем, Шеффилд, Ливерпуль, Манчестер и Лондон.
Самые заметные изменения в течение более чем столетней истории велоспорта на треке касались самих велосипедов. Для обеспечения всё более быстрых скоростей они проектировались таким образом, чтобы становиться более лёгкими и аэродинамичными.
За исключением Олимпийских игр 1912 года, трековые велогонки были в программе всех современных Олимпийских играх. Женская трековая программа впервые была включена в программу Олимпийских игр в 1988 году.

## Виды гонок
Трековые дисциплины делятся на две большие категории: спринтерские и темповые гонки. Велогонщики обычно предпочитают одну из категорий и не соревнуются в обеих. Будущие гонщики в юниорском возрасте стараются определиться с той или иной категорией, прежде чем начнут выступать на молодёжных турнирах.

### Спринтерские
Дистанция спринтерских гонок обычно составляет 8-10 кругов. В них ключевую роль играют силовая мощность гонщиков и тактики достижения победы на небольшом количестве кругов. Спринтеры тренируются специально, чтобы соревноваться в гонках на короткие дистанции, и не принимают участия в соревнованиях на более длительных дистанциях (на выносливость).
- Спринт
- Командный спринт
- Гонка на тандемах
- Кейрин
- Гит

### Темповые
Темповые гонки проводятся на гораздо более длинных дистанциях. В первую очередь они проверяют способности гонщиков на выносливость, но также требуют технических навыков, особенно в таких видах как мэдисон, гонке по очкам и скрэтч. Дистанции этих гонок варьируется от 12 до 16 кругов для гонок преследования и до 120 кругов для мэдисона на Чемпионатах мира.
- Индивидуальная гонка преследования
- Командная гонка преследования
- Скрэтч
- Гонка по очкам
- Мэдисон
- Омниум
- Гонка на выбывание
- Гонка за лидером

## Международные соревнования

### Олимпийские игры
Проводится каждые четыре года в рамках летних Олимпийских игр. В настоящее время на Олимпиаде 10 дисциплин, меньше чем на чемпионатах мира. На летних Олимпийских играх 2008 года семь из этих дисциплин были среди мужчин, а у женщин было всего три. На летних Олимпийских играх 2012 года было по пять дисциплин как для мужчин, так и для женщин. На летних Олимпийских играх 2016 года  программа остались прежней.

### Чемпионат мира
Проводится каждый год, обычно в марте или апреле в конце зимнего сезона. В настоящее время на чемпионатах мира насчитывается 19 дисциплин, 10 - для мужчин и 9 для женщин. Квалификационные места определяются показателями разных стран на Кубке мира, проводимого в течение сезона.

### Кубок мира
Кубок мира состоит из четырех или пяти этапов, проводимых в разных странах мира во время зимнего трекового сезона. Эти этапы включают 17 из 19 дисциплин (исключая омниум для мужчин и женщин), которые проходят на чемпионате мира в течение трёх дней.
Победы в дисциплинах позволяют набирать гонщикам очки по которым определяются индивидуальные и командные квоты на предстоящий в конце сезона Чемпионат мира. Текущий лидер в каждой дисциплине выступает в белой майке, а победитель в конце сезона выступает в ней на Чемпионате мира. Гонщики выступают как в составе национальных сборных, так и в составе спонсорских команд.
Для квалификации на Чемпионат мира привлекают наиболее сильных гонщиков. Однако гонщикам не приходится соревноваться на всех этапах Кубка мира, команды часто этапы, чтобы выставлять молодых спортсменов или пытаться опробывать разные схемы на некоторых соревнованиях. Лучшие гонщики могут выиграть Кубок мира или получить хорошее место для набора квалификационных очков для своей страны, не выступая на каждом этапе.
Как только на карту поставлена квалификация чемпионата мира, события привлекают высшую область гонщиков. Однако обычным гонщикам не приходится соревноваться во всех событиях серии, когда команды часто используют события, чтобы выставлять молодых гонщиков или пытаться разыгрывать разные партии на некоторых соревнованиях. Лучшие гонщики все еще могут выиграть серию или получить хорошее место для квалификационных очков для своей страны, не конкурируя на каждом мероприятии.

### Рейтинг
Мировой рейтинг основан на результатах во всех мужских и женских санкционированных UCI в течение двенадцатимесячного периода. В рейтинге входят индивидуальные и национальные зачёты по следующим дисциплинам: индивидуальная гонка преследования, гонка по очкам, скретч, спринт, гит, кейрин, омниум (с 2010-11), командная гонка преследования, командный спринт и мэдисон (только для мужчин).

### Национальные серии
Несколько стран проводят серию мероприятий на национальном уровне, проводимых в рамках серии внутри одной страны, а иногда и нескольких стран. Примерами этого являются серия треков Revolution проведенная как в Великобритании так и в Австралии, а также серия ATRA NCS в США.